# Isotima kamathi
Isotima kamathi là một loài tò vò trong họ Ichneumonidae.